# Cymolutes praetextatus
Cymolutes praetextatus är en fiskart som först beskrevs av Jean René Constant Quoy och Gaimard, 1834.  Cymolutes praetextatus ingår i släktet Cymolutes och familjen läppfiskar. IUCN kategoriserar arten globalt som livskraftig. Inga underarter finns listade i Catalogue of Life.